# Friedrich Otto Bittrich
Friedrich Otto Bittrich (* 1. Januar 1898 in Wanfried; † 1973 in Berlin) war ein deutscher Reiseschriftsteller, Filmemacher und Abenteurer.

## Leben
Seine Erfahrungen als russischer Kriegsgefangener im Ersten Weltkrieg beschrieb Bittrich detailliert in seinem ersten veröffentlichten Werk, 35 Monate im Reiche der Knute. Leiden und Abenteuer eines russischen Kriegsgefangenen. Er verfasste mehrere Reisebücher, in denen er seine Reisen zu fernen Kulturen, die er kennenlernte, festhielt. Er produzierte mehrere Filme, die seine Expeditionen dokumentieren.
Sein 1933 entstandener, 25-minütiger Film Rund um den Kamerunberg wurde 1937 als „volksbildend“ und als „Lehrfilm“ anerkannt. Der Film besteht aus zwei Teilen: Der erste Teil stellt das Dorf Viktoria vor und zeigt Szenen, wie afrikanische Mädchen von einer weißen Lehrerin in der Basler Mission unterrichtet werden. Der zweite Teil illustriert eine Autofahrt in die Gebiete um den Kamerunberg, zeigt wie deutsche Pflanzer durch Rodung neues Pflanzungsgebiet erschließen und stellt verschiedene Kolonialprodukte vor. Zusätzlich zeigen einige Szenen die traditionelle Lebensweise der indigenen Bevölkerung abseits der größeren Dörfer.

### Auto-Expeditionen und Vorträge
Bittrich unternahm mehrere Auto-Expeditionen, die er in Filmen dokumentierte. Diese Reisen waren nicht nur Erkundungen, sondern auch Mittel zur Finanzierung seiner Abenteuer. Bittrich hielt oft Vorträge über seine Erlebnisse, teilte seine Erfahrungen und präsentierte dem Publikum seine Filme. Diese Kombination aus direkter Erkundung und Erzählkunst half ihm, weitere Expeditionen zu finanzieren und einem breiteren Publikum ferne Länder näherzubringen.

### Beiträge zur DKW-Gemeinschaft
Zwischen 1950 und 1965 wurden in ganz Deutschland viele DKW-Clubs gegründet. In Anerkennung der Bedeutung einer Gemeinschaft unter DKW-Besitzern und -Enthusiasten richtete die Auto Union GmbH eine DKW-Clubbetreuungsabteilung mit Sitz in Düsseldorf ein. 1953 übernahm Bittrich diese Abteilung und nutzte seine organisatorischen Fähigkeiten und seine Leidenschaft für Automobile, um das DKW-Clubnetzwerk in ganz Deutschland zu unterstützen und auszubauen.

## Filmografie
- 1933: Rund um den Kamerunberg
- 1936: Mit einem D.K.W. Reichsklasse durch die Wüste Sahara
- 1936: … und rollen durch den Wüstensand
- 1937: An den Ufern des Niger
- 1937: Großfriedrichsburg, des Großen Kurfürsten Kolonie
- 1937: Vom Kamerunberg nach Groß-Friedrichsburg
- 1938/1939: Inschallah. Mit 20 PS von Berlin durch den Orient nach Bombay[10]
- 1953: Moderne Globetrotter[11]

## Werke
- 35 Monate im Reiche der Knute. Leiden und Abenteuer eines russischen Kriegsgefangenen. Berlin-Pankow 1920.
- Ägypten und Libyen. Berlin: Safari-Verlag, 1953, eine detaillierte 293-seitige Erkundung der nordafrikanischen Regionen[12].
- Rund um Arabien. Berlin: Safari-Verlag, 1948, eine umfassende Darstellung der arabischen Länder.
- Orient ohne Schleier. Mit 20 PS auf Umwegen zum Persischen Golf. - Dieses Buch dokumentiert seine Reise nach Iran mit seiner Frau, einer Leica-Kamera und einem DKW-Auto, und enthält sowohl seine Schriften als auch Fotografien. ISBN 9783864448218 Verlag: Berlin Safari, 1950